# Biografielijst Ov

## Ova
- José Tomás Ovalle (1787-1831), Chileens staatsman
- Alfredo Ovando Candía (1918-1982), Boliviaans generaal en politicus
- Nicolás de Ovando (1451-1511), Spaans militair en ridder
- Ettore Ovazza (1892-1943), Italiaans bankier en fascist

## Ove
- Indra Ové (1968), Brits actrice
- Gerritjan van Oven (1948), Nederlands politicus
- Julius Christiaan van Oven (1881-1963), Nederlands jurist en politicus
- Denis Ovens (1957), Engels darter
- Jurriaen Ovens (1623-1678), Deens/Duits kunstschilder en kunsthandelaar
- Wolfgang Overath (1943), Duits voetballer en voetbalbestuurder
- Franz-Josef Overbeck (1964), Duits geestelijke en bisschop
- Johann Friedrich Overbeck (1789-1869), Duits kunstschilder, tekenaar en illustrator
- Fritz Overbeck (1869-1909), Duits kunstschilder
- Elvio van Overbeek (1994), Nederlands voetballer
- Eric-Jan Overbeek (1967), Nederlands zanger en boogiewoogiepianist
- Gijsbertus Johannes van Overbeek (1882-1947), Nederlands illustrator, kunstschilder, tekenaar en boekbandontwerper
- Johannes van Overbeek (1973), Amerikaans autocoureur
- Henk Overbeek (1949), Nederlands emeritus hoogleraar en politicus
- Jan Overbeek (1911-2007), Nederlands hoogleraar fysische chemie
- Jeroen Overbeek (1966), Nederlands journalist, presentator en nieuwslezer
- Karlijn van Overbeek (1971-2010), Nederlands journalist, presentator en nieuwslezer
- Wim van Overbeek (1915-2012), Nederlands illustrator, tekenaar, en boekbandontwerper
- Hans van Overbeeke (1946), Nederlands politicus
- Louis Overbeeke (1926-1989), Nederlands voetballer
- Adriaen van Overbeke, Zuid-Nederlands kunstschilder
- Aernout van Overbeke (1632-1674), Nederlands schrijver en dichter
- Albert van Overbeke (1915-1987), Belgisch bisschop
- Jasper van Overbruggen (1974), Nederlands acteur
- Joop Overdijk (1907-2001), Nederlands atleet
- Gerard Overdijkink (1936-2010), Nederlands hockeyer
- Leendert Overduin (1900-1976), Nederlands predikant en verzetsstrijder
- Alistair Overeem (1980), Nederlands MMA-vechter en kickbokser
- Brand Overeem (1946), Nederlands fotograaf
- Dennis Overeem (1971), Nederlands acteur, regisseur, producent en castingdirector
- Gerard Overeem (1944), Nederlands beeldhouwer
- Joris van Overeem (1994), Nederlands voetballer
- Loes van Overeem (1907-1980), Nederlands vrijwilligster van het Rode Kruis tijdens de Tweede Wereldoorlog
- Ned Overend (1955), Amerikaans mountainbiker
- Wim Overgaauw (1929-1995), Nederlands jazzgitarist
- Henk Overgoor (1944), Nederlands voetballer
- Leonie Overgoor (1924-2006), Nederlands verzetsstrijder
- Sjoerd Overgoor (1988), Nederlands voetballer
- Tomas Overhof (1994), Nederlands voetballer
- Carel Frederik Overhoff (1891-1960), Nederlands bankier
- Kurt Overhoff (1902-1986), Oostenrijks dirigent en componist
- Emily Overholt (1997), Canadees zwemster
- Maria Overlander (1603-1678), Nederlands vrijvrouwe
- Volkert Overlander (1570-1630), Nederlands edelman, rechtsgeleerde, reder, koopman en regent
- Marc Overmars (1973), Nederlands voetballer en sportbestuurder
- Mark Overmars (1958), Nederlands informaticus en wiskundige
- Overseer (1973), Brits big beat-artiest
- Puck Oversloot (1914-2009), Nederlands zwemster
- Freddie Oversteegen (1925-2018), Nederlands verzetsstrijdster in de Tweede Wereldoorlog
- Pieter Gerardus van Overstraten (1755-1801), Nederlands koloniaal ambtenaar en gouverneur-generaal van Nederlands-Indië
- Chord Overstreet (1989), Amerikaans acteur, zanger en muzikant
- Tom Overtoom (1990), Nederlands voetballer
- Willie Overtoom (1986), Nederlands voetballer
- Kees van Overveld (1957-2014), Nederlands natuurkundige en universitair docent
- Ronald Overveld (1962), Nederlands schaker
- Tony Overwater (1965), Nederlands jazz-bassist en componist
- Adolf Overweg (1822-1852), Duits geoloog, astronoom en ontdekkingsreiziger
- Hermen Overweg (1943), Nederlands politicus
- Niels Overweg (1948), Nederlands voetballer
- Richard Overy (1947), Brits historicus
- Aleksandr Ovetsjkin (1985), Russisch ijshockeyer
- Artjom Ovetsjkin (1986), Russisch wielrenner
- Roman Ovetsjkin (1973), Russisch schaker
- Tatjana Ovetsjkina (1950), Russisch basketbalster
- Steve Ovett (1955), Brits atleet

## Ovi
- Catherine d'Ovidio (1959-2020), Frans bridgespeelster
- Ovidius (43 v.Chr.-17), Romeins dichter
- Bryan Oviedo (1990), Costa Ricaans voetballer
- Frankie Oviedo (1973), Colombiaans voetballer
- Lino Oviedo (1943-2013), Paraguayaans generaal en politicus
- Régis Ovion (1949), Frans wielrenner

## Ovar
- Tom Henning Øvrebø (1966), Noors voetbalscheidsrechter

## Ovs
- Vilko Ovsenik (1928-2017), Sloveens componist en klarinettist
- Stanford Ovshinsky (1922-2012), Amerikaans uitvinder en wetenschapper

## Ovt
- Dimitrij Ovtcharov (1988), Duits tafeltennisser
- Viktor Ovtsjarenko (1943-2009), Russisch filosoof, socioloog, historicus en psycholoog
- Sergej Ovtsjinnikov (1970), Russisch voetballer
- Vjatsjeslav Ovtsjinnikov (1936-2019), Russisch componist